# Andy Turner Baltazar
Andy William Turner Baltazar (La Romana, 26 dicembre 1980) è un ex cestista dominicano.

## Carriera
Con la Rep. Dominicana ha disputato i Campionati americani del 2005.